# Attack of the Killer Tomatoes (1991 datorspel)
Attack of the Killer Tomatoes är ett 2D-plattformsspel utvecklat av Imagineering och släpptes 1991 för NES. En Game Boy-version släpptes 1992, även om den använde samma omslag som original spel är det inte en port i NES-versionen. Game Boy-versionen utvecklades av Equilibrium och publicerades av THQ i Europa och USA. Det släpptes också i Japan, där det publicerades av Altron 1993

### Fotnoter
1. ↑  ”Attack of the Killer Tomatoes” (på engelska). NES Wiki. https://nes.fandom.com/wiki/Attack_of_the_Killer_Tomatoes. Läst 24 april 2020.